# Sociální ekologie
Sociální ekologie se zabývá vztahy mezi lidmi a jejich prostředím, též vzájemnou závislostí lidí, kolektivů a institucí. Její hlavní myšlenkou je, že většina současných ekologických problémů vychází z problémů sociálních. Vyvíjející se z biologické ekologie, lidské ekologie, teorie systémů a ekologické psychologie. Sociální ekologie má „široký, nadoborový pohled, který se zaměřuje na sociální, psychologické, institucionální a kulturní souvislosti vztahů mezi lidmi a životním prostředím. 

## Konceptuální orientace
Jak popsal Daniel Stokols,  základní principy sociální ekologie zahrnují:
- Multidimenzionální struktura lidského prostředí – fyzikální a sociální, přírodní a umělé vlastnosti; předmětný materiál stejně tak symbolický (nebo sémiotický); virtuální a místní vlastnosti
- Mezidisciplinární, víceúrovňové, kontextové analýzy vztahů lidí a prostředí, které pokrývají proximální a distální škály (od úzkého po široký prostorový, sociokulturní a časový rozsah)
- Principy systémů, zejména smyčky zpětné vazby, vzájemná závislost prvků systému, předvídání nežádoucích vedlejších účinků veřejné politiky a zásahů do životního prostředí
- Překlad poznatků z teorie a výzkumu do komunitních intervencí a veřejné politiky
- Privilegace a kombinace akademických i neakademických perspektiv, včetně vědců a akademiků, laických občanů a komunit, vedoucích pracovníků podniků a dalších profesních skupin a vládních činitelů
- Nadoborové hodnoty a orientace, syntéza konceptů a metod z různých oborů, které se týkají konkrétních výzkumných témat. [4]

## Sociální ekologie Roberta Ezra Parka

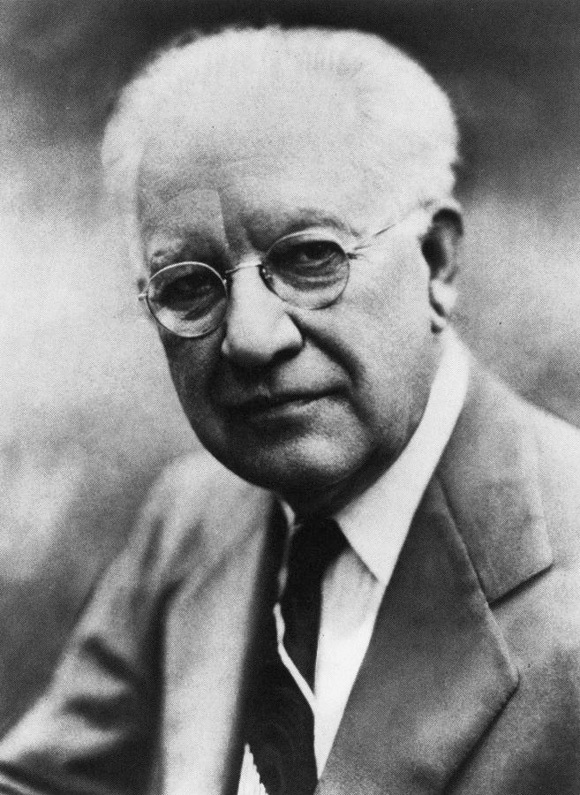
Sociální ekolog Robert Ezra Park

Klasická sociální ekologie vychází především z myšlenek amerického sociologa Roberta Ezry Parka. Jedním ze základních výkladových principů je teorie, že vztahy mezi lidmi fungují z velké části na bázi soutěžení, což zahrnuje i soutěž o prostor. Vzhledem k tomu, že v lidských společenstvích existuje vysoký stupeň vzájemné závislosti a rozvinutá dělba práce, soutěžení zahrnuje vždy také spolupráci, kterou lze označit jako soutěživou kooperaci. Jejím výsledkem je vznik symbiotických vztahů. Společnosti jsou organizovány na dvou úrovních, a to na úrovni biotické a kulturní. První je výsledkem soutěže a zahrnuje i symbiotické vztahy; druhá je jakousi nadstavbou nad biotickou úrovní a je založena na komunikaci a na konsenzu. Sociální ekologie se má podle Parka zabývat pouze biotickou úrovní a důsledky soutěživé symbiózy. Nejlepším příkladem symbiotické soutěže je město, kde se tato odráží například v jeho prostorovém uspořádání.